# Esoteric Warfare
Esoteric Warfare — пятый полноформатный альбом норвежской блэк-метал-группы Mayhem. Выпущен на лейбле Season of Mist 6 июня 2014 года в Европе и Азии, и 10 июня 2014 года в Северной Америке. Первый альбом группы, на котором принял участие гитарист Телох, заменивший Бласфемера, покинувшего коллектив в 2008 году.

## История
Альбом был анонсирован в 2012 году бас-гитаристом Некробутчером в интервью порталу Blabbermouth.net. В начале августа 2013 года барабанщик Хеллхаммер на официальной Facebook-странице группы сообщил, что барабанные партии к новому альбому уже записаны. В ноябре 2013 года Mayhem сообщили, что альбом находится на стадии сведения, релиз намечен на начало 2014 года. Двадцать пятого апреля вышел первый сингл предстоящего альбома «Psywar». Двадцатого февраля 2014 года лейбл Season of Mist объявил название нового релиза группы — Esoteric Warfare — а также окончательную дату выхода — 6 июня 2014 года. Девятнадцатого марта 2014 года Blabbermouth.net опубликовали официальный список композиций.

## Создание и запись
Альбом был записан и сведён в период с сентября по октябрь 2013 года. Почти все дорожки были записаны на студии SleikBallaMi в Осло, кроме партий ударных, записанных на Mølla Studio. Там же проходил процесс сведения, которым руководил Кнут Мёлларн из группы Arcturus. Мастеринг альбома был поручен американскому инженеру Маору Эпплбауму. Большая часть композиций была написана новым гитаристом Телохом, автором текстов выступил Аттила Чихар. По его словам, «труднее всего было удержать планку, которой мы достигли, выпустив „Ordo Ad Chao“. Поначалу, я написал практически всю лирику к альбому, но по итогу в ней оказалось слишком много отсылок к предыдущему творчеству, а пытаться превзойти „Ordo“ для меня, как для автора песен, было бы равносильно самоубийству». Группа достаточно быстро записала большую часть материала, однако, почти все записи были забракованы Телохом, недовольным результатом. В итоге, группа несколько раз перезаписывала песни практически с нуля.
Согласно Аттиле, группа хотела, чтобы новый альбом «звучал как Mayhem»:
«После Ordo, который получился немного прогрессивным, — пожалуй, даже слишком немного, — где не было повторяющихся риффов и ритм постоянно менялся, мы хотели немного вернуться назад, вместо того, чтобы продолжать двигаться в данном направлении. В каждом альбоме Mayhem есть какие-то уникальные особенности, однако, здесь мы решили заново обратиться к традиционному экстремальному металлу. Конечно, на альбоме присутствуют все те черты, которые и сделали нас Mayhem, тем не менее, нам хотелось сделать нечто музыкально прямолинейное, более брутальное, схожее с экстремальным металлом».
Так же, как и на предыдущем альбоме, лирика сфокусирована не на сатанинской тематике, присущей ранним работам коллектива, а на оккультизме, теориях заговора, контроле сознания и влиянии внеземного разума на эволюцию человека. В частности, в песне «Corpse of Care» описывается ритуал «кремации тревоги», якобы проходящий во время тайных собраний в Богемской роще.

## Критика
| Совокупная оценка | Совокупная оценка |
| Источник          | Оценка            |
| ----------------- | ----------------- |
| Metacritic        | 69/100            |
| Оценки критиков   |                   |
| Источник          | Оценка            |
| Pitchfork         | 7.6/10            |
| PopMatters        | [ 10 ]            |
| Sputnikmusic      | [ 11 ]            |

Esoteric Warfare получил положительные отклики в музыкальной прессе. Сайт Metacritic присвоил альбому 69 баллов из 100. Журнал Pitchfork писал: «Спустя 30 лет, Esoteric Warfare — тот альбом Mayhem, о котором стоит говорить больше в музыкальном аспекте, нежели в историческом». Портал Sputnikmusic заявил, что «несмотря на определённую вторичность, Esoteric Warfare достоин похвалы», отметив, однако, общую несобранность и сумбурность звучания. В то же время, Алекс Франкелли из PopMatters был более критичен в своей оценке альбома, заявив: «Mayhem явно пытаются превзойти самих себя, однако, их усилия тщетны из-за отсутствия безрассудства, которое определило судьбу других блэк-металлистов второй волны».

## Список композиций
| №                   | Название            | Длительность |
| ------------------- | ------------------- | ------------ |
| 1.                  | «Watchers»          | 6:19         |
| 2.                  | «Psywar»            | 3:25         |
| 3.                  | «Trinity»           | 3:57         |
| 4.                  | «Pandaemon»         | 2:53         |
| 5.                  | «MILAB»             | 6:03         |
| 6.                  | «VI.Sec.»           | 4:14         |
| 7.                  | «Throne of Time»    | 4:06         |
| 8.                  | «Corpse of Care»    | 4:06         |
| 9.                  | «Posthuman»         | 6:55         |
| 10.                 | «Aion Suntelia»     | 5:22         |
| Общая длительность: | Общая длительность: | 47:21        |

### Бонус-трек коллекционного издания (CD и винил)
| №                   | Название            | Длительность |
| ------------------- | ------------------- | ------------ |
| 11.                 | «Into the Lifeless» | 3:39         |
| Общая длительность: | Общая длительность: | 51:01        |

### Бонус-трек японского издания
| №   | Название                        | Длительность |
| --- | ------------------------------- | ------------ |
| 11. | «From Beyond the Event Horizon» |              |

## Участники записи
Mayhem
- Аттила Чихар — вокал, тексты, продюсирование
- Teloch — гитара, музыка, продюсирование
- Некробутчер — бас-гитара
- Хеллхаммер — ударные
- Ghul — гитара

Технический персонал
- Кристиан Флек (CERN) — тексты
- Збигнев Белак — обложка
- Маор Эпплбаум — мастеринг
- Молларн — сведение
- Эстер Сегарра — фотограф

## Позиции в чартах

### Недельные чарты
| Чарт (2014)                         | Высшая позиция |
| ----------------------------------- | -------------- |
| Финляндия (Suomen virallinen lista) | 32             |